# Julius Ernst Franz Andrásffy von Dévényujfalu
Julius Ernst Franz Andrásffy von Dévényujfalu, madžarski general, * 29. februar 1832, † ?.

## Življenjepis
Andrásffy, ki je bil pripadnik Vojaško-geografskega inštituta, je bil 1. maja 1894 upokojen.

## Pregled vojaške kariere
Napredovanja
- generalmajor: 1. november 1886 (z dnem 7. novembrom 1886)
- podmaršal: 1. maj 1891 (z dnem 6. majem 1891)